# قطعنامه‌های یونسکو درباره زبان اسپرانتو
قطعنامه‌های یونسکو دربارهٔ زبان اسپرانتو اشاره به دو قطعنامه یونسکو در ارتباط با زبان ابداعی و بین‌المللی اسپرانتو دارد، که در سال‌های ۱۹۵۴ و ۱۹۸۵ در کنفرانس‌های عمومی یونسکو در مونته ویدئو اروگوئه و صوفیه بلغارستان به تصویب رسیدند. این قطعنامه‌ها در حمایت از اسپرانتو به عنوان یک زبان بین‌المللی جایگزین مطرح شد و به مدیر کل یونسکو نیز پیشنهاد اعمال یک تحول در استفاده از چنین زبانی را می‌دهد. قطعنامه دوم پس از بازدید مدیر کل یونسکو از کنگره جهانی اسپرانتو در ایسلند به سال ۱۹۸۵، تصویب گردید که بر طبق آن کلیه دولت‌های عضو تشویق به معرفی و آموزش اسپرانتو در مدارس و دانشگاه‌ها می‌شوند. این قطعنامه در پی تلاش‌های گسترده اسپرانتیست کروات ایوو لاپنا به ثمر نشست.
از نظر تاریخی پیشنهاد ایران در جامعۀ ملل دربارۀ زبان اسپرانتو، که در سال ۱۹۲۱ و با کمک اسپرانتودان برجستهٔ سوئیسی دکتر ادمون پریوا ارائه گردید، نقطهٔ آغاز فعالیت‌هائی گشت که نهایتاَ منجر به تصویب دو قطعنامهٔ یونسکو گردید: هم‌زمان با تشکیل اولین اجلاس جامعه ملل، نمایندگان ایران پیشنهاد دادند تا زبان اسپرانتو به عنوان زبان مراودات بین‌المللی انتخاب شود. سیلوان زفت (Sylvan Zaft)، که دارای کتاب‌های متعددی به زبان انگلیسی در مورد زبان اسپرانتو است، در یکی از کتاب‌های مشهور خود که تحت عنوان اسپرانتو، زبان مشترک دهکدهٔ جهانی در سال ۲۰۰۳ منتشر شده‌است، در این باره می‌نویسد:

شانسی بزرگ برای اسپرانتو پدیدار شد، هنگامی که در دههٔ ۱۹۲۰ میلادی، نمایندگان ایران در جامعه ملل پیشنهاد دادند تا اسپرانتو به عنوان زبان ارتباطات بین‌المللی پذیرفته شود. در بین این مبحث حمله‌های شدیدی به اسپرانتو شد. مخصوصاً هیئت فرانسوی هیاهوی بسیاری ضد این طرح راه انداخت. از نگاه فرانسویان، زبان فرانسه باید زبان بین‌المللی می‌شد. پیشنهاد ایران شکست خورد.

## قطعنامه نخست
ترجمه فارسی قطعنامه نخست:
| « | همایش عمومی، پس از بحث و گفتگو دربارهٔ گزارش دبیرکل، در مورد درخواست‌نامهٔ بین‌المللی به نفع اسپرانتو. 1. با توجه به نتایج به دست آمده به وسیلهٔ اسپرانتو، در زمینهٔ تبادلات فکریِ بین‌المللی و نزدیک ساختن مردم جهان به یک‌دیگر؛ اذعان می‌دارد که این نتایج با اهداف و ایده‌آل‌های یونسکو مطابقت دارد. 2. توجه عموم را به این مسئله جلب می‌کند که بسیاری از دولت‌های عضو، آمادگی خود را برای وارد ساختن، یا جامع ساختن، آموزش اسپرانتو در مدارس یا مؤسسات تربیتیِ عالیِ خود، اعلام کرده‌اند، و بدین وسیله از تمامی دولت‌های عضو، درخواست می‌کند که دبیرکل را از نتایج به دست آمده در این زمینه، مطلع سازند. 3. دبیرکل را مأمور می‌سازد تا پیشرفت جاریِ استفاده از اسپرانتو را در علم، تعلیم و تربیت و فرهنگ، دنبال کرده و در راه این هدف، با سازمان جهانی اسپرانتو (UEA)، در امور مربوط به هر دو سازمان، همکاری کند. | » |

## قطعنامه دوم
ترجمه فارسی قطعنامه دوم، که در تاریخ ۸ نوامبر سال ۱۹۸۵ در صوفیه به‌تصویب رسید:
| « | با ملاحظهٔ این‌که در نشست سال ۱۹۵۴ خود در مونته‌ویدئو، توسط قطع‌نامهٔ شمارهٔ IV.1.4.422-4224 نتایج به‌دست آمده توسط زبان بین‌المللی اسپرانتو را در زمینهٔ تبادل افکار در سطحِ بین‌المللی و تفاهم متقابل میان مردم جهان مورد توجه قرار داد، و تأکید کرد که این دست‌آوردها با اهداف و آرمان‌های والای یونسکو هم‌خوانی دارد، با یادآوریِ این‌که در این فاصله اسپرانتو به‌عنوان وسیله‌ای برای تفاهم بین مردم و فرهنگ‌های کشورهای گوناگون، با نفوذ یافتن در اکثر مناطق دنیا و اکثر فعالیت‌های انسانی، پیشرفت قابل ملاحظه‌ای داشته است، با اذعان به قابلیت‌های عظیمی که اسپرانتو در جهتِ تفاهم بین‌المللی و ارتباطات میان مردم ملیت‌های گوناگون عرضه می‌کند، با ملاحظهٔ سهم بسیار مهمِ نهضت اسپرانتو، و به‌ویژه سازمان جهانی اسپرانتو (UEA)، در انتشار اخبار و اطلاعات مربوط به اقدامات یونسکو، و هم‌چنین مشارکت آن در این اقدامات، با آگاهی از این امر که یک‌صدمین سال‌گردِ اسپرانتو در سال ۱۹۸۷ جشن گرفته خواهد شد، 1. به نهضت اسپرانتو به‌مناسبت صدساله شدن آن تبریک می‌گوید. 2. از دبیرکل درخواست می‌کند که پیشرفتِ اسپرانتو را به‌عنوان وسیله‌ای برای بهبود تفاهم میان ملت‌ها و فرهنگ‌های مختلف، به‌گونه‌ای دقیق و همیشگی دنبال کند. 3. از دولت‌های عضو دعوت می‌کند تا یک‌صدمین سال‌گرد اسپرانتو را با اقدامات مناسب، صدور اعلامیه‌ها، انتشار تمبرهای ویژه و موارد مشابه گرامی داشته، و واردساختن برنامهٔ درسی در بارهٔ مشکل زبان و اسپرانتو را در مدارس و نهادهای آموزش عالی خود ترغیب کنند. 4. به سازمان‌های غیردولتی توصیه می‌کند تا در جشن صدساله‌شدن اسپرانتو مشارکت کرده و امکان بهره‌گیری از اسپرانتو را به‌عنوان وسیله‌ای برای انتشار اخبار و اطلاعات، از جمله در بارهٔ اقدامات یونسکو، در بین اعضای خود مورد بررسی قرار دهند. | » |